# Acrapex tristigata
Acrapex tristigata là một loài bướm đêm trong họ Noctuidae.